# Thora Esche
Thora Vilhelmine Esche (født 27. maj 1850 i København, død 16. oktober 1920 i Holte, Søllerød Sogn) var en dansk forstanderinde.

## Liv og gerning
Hun voksede op i et velhavende københavnsk hjem, men da hun var syv år, blev hendes forældre separeret og skilt. Efter en personlig krise som følge heraf blev hun kristeligt vakt som 16-årig og i forbindelse hermed interesseret i filantropisk arbejde, især som "Moder for faldne søstre" (datidens betegnelse for prostituerede). Hun virkede i nogle år som huslærerinde, i 1873 forsøgte hun at blive diakonisse, men efter, at hun havde foretaget rejser til blandt andet Holland, Tyskland og Norge, hvor hun fandt forholdene til løsning af problemerne utilfredsstillende, besluttede Indre Mission i København at oprette et såkaldt "Magdalenehjem" og at udnævne Thora Esche til forstanderinde for dette.

### Magdalenehjemmet
Den 15. november 1877 åbnede Magdalenehjemmet i en ejendom på Jagtvej 203. Hjemmet skulle rettes mod kvinder i alderen 14-25, der var endt i prostitution men selv ønskede at komme ud af den.
Magdalenehjemmet blev ledet på kristeligt grundlag, og opholdet var gratis for kvinderne. Hjemmet levede dels af støtte og tilskud fra menigheden, dels ved at de bosatte kvinder ydede tjenester i form af vask og strygning for andre. For at skaffe yderligere midler til at drive hjemmet foretog Thora Esche mange rejser og holdt foredrag om sin virksomhed. Fra 1881 udvidede hun sit virke til også at omfatte besøg på Kommunehospitalets afdeling for kønssygdomme. I 1882 skete en udvidelse af hjemmet, og i 1892 blev det omdannet til en selvejende institution.
I 1896 blev størstedelen af virksomheden flyttet til ejendommen "Skovtofte" i Kongens Lyngby. Hjemmet havde da plads til 62 kvinder ad gangen.

### Bethesda
I 1901 blev hjælpevirksomheden udvidet med ejendommen "Bethesda" i Aarhus. Denne blev indrettet med henblik på fødende kvinder, som her kunne opholde sig i et år med deres nyfødte børn.

### Skovly
Sideløbende med Magdalenehjemmet engagerede Thora Esche sig også i spørgsmålet om ophævelse af den ved lov regulerede prostitution i 1906 og for at få oprettet nye steder for kvinder, der havde været underlagt denne lovgivning. Dette førte til oprettelse af et nyt hjem, "Skovly" ved Vedbæk i 1908.

### Indflydelse og tilbagetrækning
Gennem sin virksomhed blev Thora Esche en banebrydende pioner og fik en betydelig indflydelse. Men i 1915 måtte hun træde tilbage som forstanderinde.

## Hæder
For sit arbejde blev hun tildelt fortjenstmedaljen i guld i 1902.

## Forfatterskab
Hun har skrevet meget om sit virke og udgav i 1920 bogen "Erindringer om mit Liv og min Gerning".

## Gravsted
Thora Esche er begravet på Søllerød Kirkegård.